# 記憶薔薇園
記憶薔薇園（きおくばらえん）は、清水愛の3枚目のシングルである。2006年2月22日にMellow Headから発売された。

## 収録曲
（全作詞：畑亜貴）
1. 記憶薔薇園
  - 、作曲：伊藤真澄、編曲：myu
  - テレビアニメ『鍵姫物語 永久アリス輪舞曲』エンディングテーマ
2. わたしのおしろ
  - 作曲・編曲：小高光太郎
3. 記憶薔薇園（OFF VOCAL）
4. わたしのおしろ（OFF VOCAL）